# Cementiri de Cantallops
El Cementiri de Cantallops és una obra de Cantallops (Alt Empordà) inclosa a l'Inventari del Patrimoni Arquitectònic de Catalunya.

## Descripció
Situat al nord-oest del nucli urbà de la població de Cantallops, a escassa distància del terme, a tocar el paratge de la Catalana.
Recinte aïllat de planta rectangular delimitat per una tanca. La porta d'accés principal, ubicada a llevant, és d'arc de mig punt adovellada i presenta un coronament de dos vessants motllurat a la part superior del mur que fa de tanca. A l'extrem del parament hi ha un dels edificis auxiliars del recinte, organitzat en un sol nivell i amb la coberta plana. A la façana presenta dos portals d'arc rebaixat amb els emmarcaments en relleu, i un coronament format per una cornisa motllurada. A l'interior, el recinte està format per nínxols, tombes i dues grans zones enjardinades centrals que determinen la distribució de les estructures. Els cossos que alberguen els nínxols estan adossats al mur de tanca i també es localitzen a la banda de tramuntana del recinte. Són rectangulars, amb les cobertes de teula d'un sol vessant, emblanquinats i formats per un màxim de tres filades de nínxols horitzontals. Les zones enjardinades són de planta rectangular i compten amb algunes tombes al subsòl i diverses creus de ferro treballades. Algunes d'aquestes creus estan situades damunt de basaments de pedra, o bé simplement assentades a terra.
Tant el mur de tanca com els nínxols estan arrebossats i emblanquinats.

## Història
Com la majoria de cementiris municipals cal cercar el seu origen en la disposició reial de Carles III, que a finals del segle xviii ordenava la construcció dels cementiris fora de les poblacions per raons higièniques i sanitàries.